# Fuvammulah
Cette page contient des caractères et des mots thâna comme ހ ou ފ. En cas de problème, consultez l’article Maldivien ou testez votre navigateur.
Fuvammulah, en maldivien ފުވައްމުލައް, est une île des Maldives peuplée de 10 270 habitants. Les terres émergées représentent 5,13 km2 sur les 10,18 km2 de superficie totale de l'île, lagon inclus.
Depuis 2020, l'île abrite une réserve mondiale de biosphère reconnue par l'UNESCO.

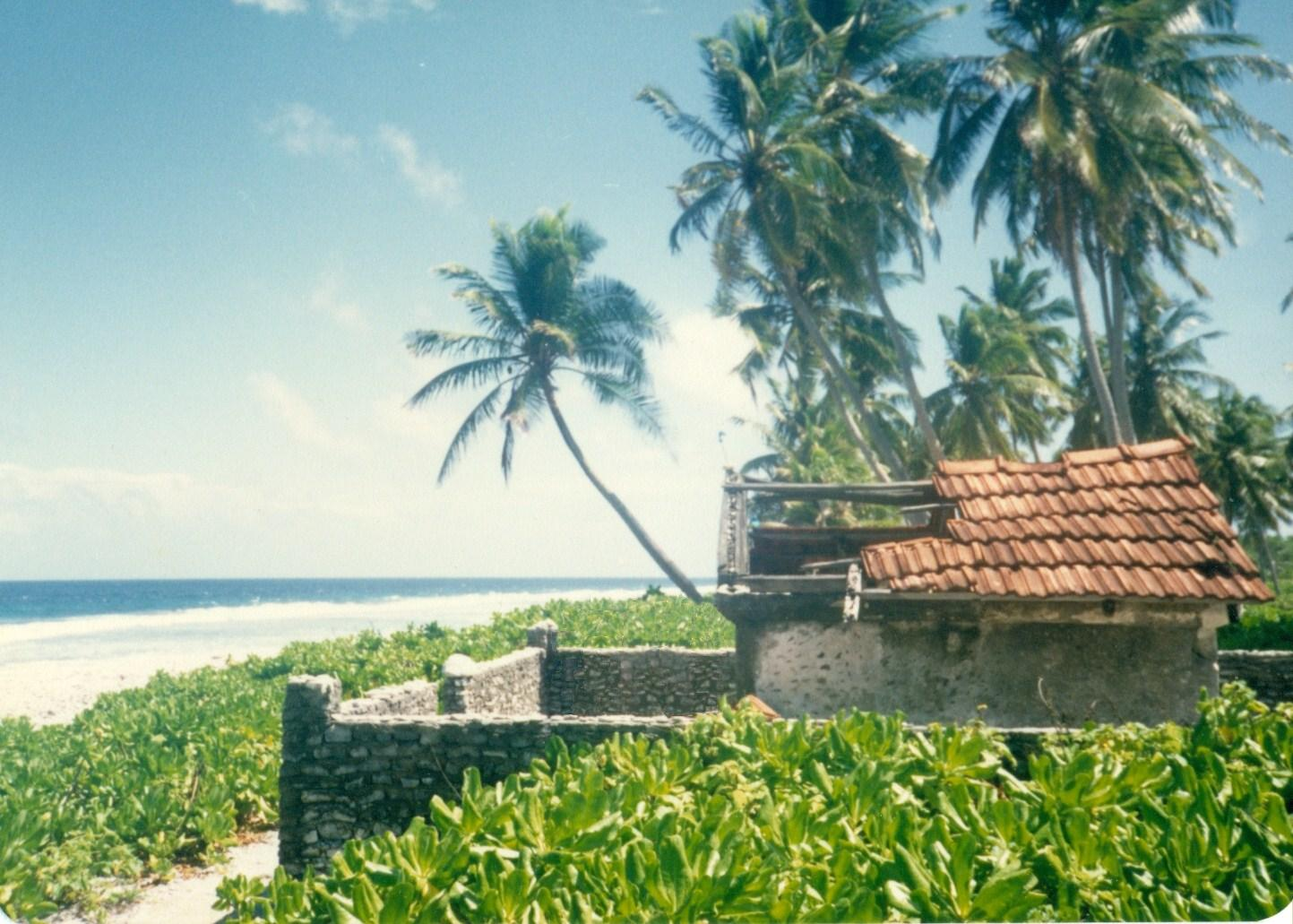
Un tombeau ou ziyaìraiy nommé Riba, situé dans un endroit isolé à la pointe sud-ouest de l'île de Fua Mulaku.

## Administration
Fuvammulah constitue une subdivision des Maldives sous le nom de Gnaviyani. Sa capitale est Fuvammulah.